# クレメンシー
『クレメンシー』（原題:Clemency）は2019年に公開されたアメリカ合衆国のドラマ映画である。監督はチノイェ・チュク、主演はアルフレ・ウッダード、オルディス・ホッジ。本作は日本国内で劇場公開されなかったが、U-NEXTによる配信が行われている。

## 概略
バーナディン・ウィリアムズは長らく刑務所長を務めており、死刑の執行に立ち会っていた。死刑執行中、バーナディンは何があろうとも毅然とした態度を貫いていたが、帰宅した途端、精神的な苦痛と疲労が一気に噴出するのだった。そんな生活を長期にわたって続けた結果、バーナディンの精神はボロボロになっており、夫婦仲にもひびが入っていた。
そんなある日、バーナディンはアンソニー・ウッズという囚人の死刑を執行するよう命じられた。アンソニーの弁護士は冤罪を主張しており、その主張が正しければ、アンソニーの死刑を執行することは無実の人を殺すことに外ならなかった。ここに至り、バーナディンは職責を果たさねばという思いと死刑に対する疑念の間で葛藤することになった。

## キャスト
※括弧内は日本語吹替。
- アルフレ・ウッダード（沢海陽子） - バーナディン・ウィリアムズ所長
- ウェンデル・ピアース（山口恵） - ジョナサン・ウィリアムズ
- オルディス・ホッジ（辻井健吾） - アンソニー・ウッズ
- リチャード・シフ（仲野裕） - マーティ・ルメッタ弁護士
- ダニエル・ブルックス（ニケライ・ファラナーゼ） - エヴェット
- ラモニカ・ギャレット（中島卓也） - ローガン・カートライト
- マイケル・オニール（村治学） - ケンドリックス
- ミシェル・C・ボニーラ（長尾歩） - ソニア
- ヴァーニー・ワトソン＝ジョンソン（上田ゆう子） - ミセス・コリンズ
- デニス・ハスキンズ（佐久間元輝） - ミスター・コリンズ
- リチャード・ガン（山下タイキ） - トーマス・モーガン
- アルマ・マルティネス（斉藤こず恵） - ミス・ヒメネス
- アレクサンドラ・カスティージョ（橋本雅史） - ヴィクター

### 日本語版制作スタッフ
演出：小泉紀介、翻訳：福浦正泰、音響：吉田佳代子、制作：IYUNO-SDI GROUP／IYUNO STUDIOS

## 製作
2018年3月9日、アルフレ・ウッダード、オルディス・ホッジ、リチャード・シフが本作に出演することになったとの報道があった。同日、キャスリン・ボスティックが本作で使用される楽曲を手掛けると報じられた。

## 公開・マーケティング
2019年1月27日、本作はサンダンス映画祭でプレミア上映された。同映画祭で、本作はグランプリ（ドラマ部門）に輝いたが、アフリカ系女性監督の作品がグランプリを受賞するのは史上初の快挙であった。2月27日、ネオンが本作の全米配給権を獲得したと報じられた。9月13日、本作は第44回トロント国際映画祭で上映された。19日、本作のオフィシャル・トレイラーが公開された。10月18日には、サンディエゴ国際映画祭で本作の上映が行われた。

## 評価

### 批評家からの評価
本作は批評家から絶賛されているが、特に、アルフレ・ウッダードの演技に対しては惜しみない賛辞が送られている。映画批評集積サイトのRotten Tomatoesには45件のレビューがあり、批評家支持率は98%、平均点は10点満点7.92点となっている。サイト側による批評家の見解の要約は「『クレメンシー』は深刻な社会問題を掘り下げ、観客の心を掴むドラマ―アルフレ・ウッダードをはじめとする出演者の名演技によって命が吹き込まれている―を生み出している。」となっている。また、Metacriticには10件のレビューがあり、加重平均値は75/100となっている。

### 受賞
| 賞                                 | 発表日         | カテゴリ                 | 対象                                                                                           | 結果       | Ref(s) |
| ---------------------------------- | -------------- | ------------------------ | ---------------------------------------------------------------------------------------------- | ---------- | ------ |
| サンダンス映画祭                   | 2019年2月2日   | グランプリ（ドラマ部門） | チノイェ・チュク                                                                               | 受賞       | [ 13 ] |
| シアトル国際映画祭                 | 2019年6月9日   | 女優賞                   | アルフレ・ウッダード                                                                           | 次点       | [ 14 ] |
| シアトル国際映画祭                 | 2019年6月9日   | 男優賞                   | オルディス・ホッジ                                                                             | 4位        | [ 14 ] |
| フィラデルフィア映画祭             | 2019年10月17日 | 地元映画賞               | チノイェ・チュク                                                                               | 受賞       | [ 15 ] |
| ゴッサム・インディペンデント映画賞 | 2019年12月2日  | 女優賞                   | アルフレ・ウッダード                                                                           | ノミネート | [ 16 ] |
| ゴッサム・インディペンデント映画賞 | 2019年12月2日  | 男優賞                   | オルディス・ホッジ                                                                             | ノミネート | [ 16 ] |
| インディペンデント・スピリット賞   | 2020年2月8日   | 主演女優賞               | アルフレ・ウッダード                                                                           | ノミネート | [ 17 ] |
| インディペンデント・スピリット賞   | 2020年2月8日   | 脚本賞                   | チノイェ・チュク                                                                               | ノミネート | [ 17 ] |
| インディペンデント・スピリット賞   | 2020年2月8日   | 作品賞                   | ティムール・ベクマンベトフ、ジュリアン・コーザリー、ブロンウィン・コーネリアス、ピーター・ワン | ノミネート | [ 17 ] |